# Libertad O Muerte (banda)
Libertad O Muerte es una banda de death metal melódico de Montevideo, Uruguay formada en enero de 2013 por el guitarrista Wilson Valerio.

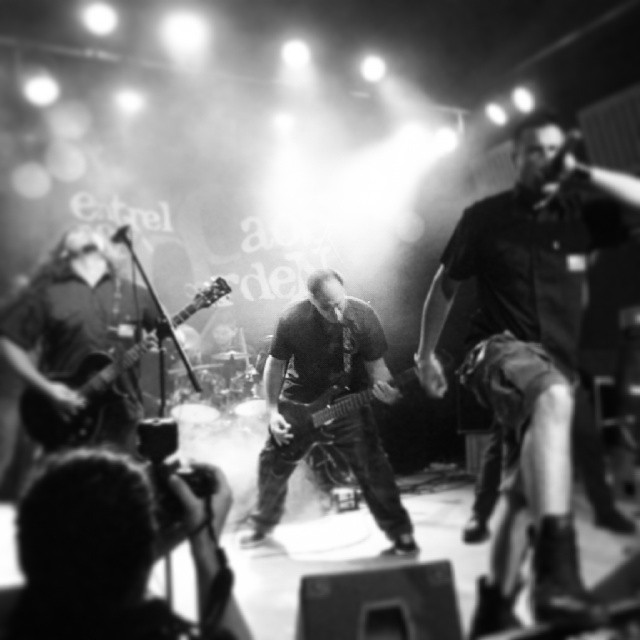
Libertad O Muerte en vivo en Montevideo

## Historia
Libertad O Muerte es una banda nacida en el barrio Buceo (Montevideo) que mezcla el death metal melódico con otros subgéneros del metal, hardcore y otros estilos como el tango y el folclore, con letras en castellano.

Tras debutar en noviembre de 2013, se presentan en vivo en varias oportunidades en Montevideo y el interior, sumando su primer show internacional como soportes de
la banda sueca Entombed.

En julio de 2014 graban los temas que serán parte de su primer disco en sólo un día con la banda tocando en vivo en el estudio MVD Records con Pablo Soñora en los controles. A fines de ese año y como adelanto, estrenan su primer videoclip con el tema “El Nuevo Héroe”, filmado durante una presentación en vivo de la banda en la ciudad de Pando (Uruguay) y con la edición de Martín Nuñez.

En el año 2015 editan de manera independiente su primer trabajo discográfico titulado “Karma Error". Ese mismo año y tras ganar el concurso Metal Battle, emprenden su primera gira al exterior y se presentan en el festival Wacken Open Air de Alemania, continuando con la gira en las ciudades de Växjö y Estocolmo en Suecia.

La banda comienza el 2016 ganando el premio a “Banda Revelación” y “Mejor Baterista Nacional” del programa radial El Lado Oscuro de Radio Futura FM (Uruguay) por el voto de los oyentes y vuelve a presentarse en un show internacional en Montevideo abriendo para la banda Soulfly. A mediados de ese año comienzan a grabar su segundo disco en Estudio AURAL junto a Pablo Soiza y mientras, continúan las presentaciones en la capital y el interior de Uruguay.
“En Carne Viva” es el título de su segundo trabajo, editado también de forma independiente y cuenta con 10 nuevos temas que muestran una faceta más melódica y más intensa. El mismo cuenta con la participación de Hugo Fattoruso en el tema que da nombre al disco y de los integrantes de la banda sueca Something Dead en el tema “Parientes”.
La banda cierra el 2016 presentando “En Carne Viva” reproduciendo por primera vez y en forma completa sus 10 temas en el teatro del Centro Cultural Tractatus.

## Discografía

### Álbumes de estudio
- Karma Error (2015)
- En Carne Viva (2016)

### Simples
- El Nuevo Héroe (2014)

## Miembros
- Juan Benia - Voz y coros
- Rodrigo Quijano - Guitarra y coros
- Wilson Valerio - Guitarra y coros
- Martín Bangueses - Bajo y coros
- Daniel Jerez - Batería y coros